# Dr. Jack
El doctor Jack es una película de comedia de 1922 protagonizada por Harold Lloyd, producida por Hal Roach y Dirigida por Fred Newmeyer. Ganó 1 275 423 $, siendo una de las 10 más taquilleras de 1922.

## Argumento
La adorable enfermita (Mildred Davis) ha sido criada entre algodones toda su vida. A la menor señal de tos o debilidad, es enviada a los cuidados del exclusivo Dr. Ludwig von Saulsbourg (Eric Mayne).
En otra ciudad vive el Doctor Jackson (Harold Lloyd), un hombre amistoso y altruista que utiliza el sentido común para curar a los ciudadanos de cualquier mal.
Pronto, Jackson descubre que von Saulsbourg ha manipulado a la enfermita, cobrándole a su padre exorbitantes cantidades de dinero para "tratarla" de su supuesta enfermedad. Jack destapa el pastel y von Saulsbourg es despedido.

## Antecedentes
Dr. Jack está hecha solo para reír, es una película de gag, estrenada justo después de "El hombre mosca" y antes de Marinero de agua dulce.

## Reparto
- Harold Lloyd - Dr. Jackson - "Jack"
- Mildred Davis - Chica enferma
- John T. Prince - Su Padre
- Eric Mayne - Dr. Ludwig von Saulsbourg
- C. Norman Hammond - Jamison, el Abogado
- Charles Stevenson - Guardia del Asilo